# Municipio de Arcadia (Carolina del Norte)
El municipio de Arcadia (en inglés: Arcadia Township) es un municipio ubicado en el  condado de Davidson en el estado estadounidense de Carolina del Norte. En el año 2010 tenía una población de 10.799 habitantes.

## Geografía
El municipio de Arcadia se encuentra ubicado en las coordenadas 35°58′37.12″N 80°17′17.31″O / 35.9769778, -80.2881417.